# دریاچه مدینا (تگزاس)
دریاچه مدینا (به انگلیسی: Medina Lake) یک دریاچهٔ آب شیرین واقع در شهرستان مدینه، تگزاس است.
این دریاچه ۲۱۹۶ هکتار وسعت دارد و بیشینه عمق آن ۴۶ متر است.